# Eufemiano Fuentes
Eufemiano Fuentes (Las Palmas de Gran Canaria, 20 febbraio 1955) è un medico spagnolo, specializzato in ginecologia e medicina dello sport, noto per la sua implicazione nel caso di doping Operación Puerto.

## Biografia
Mentre assolveva i suoi studi in medicina presso l'Università di Navarra, è stato atleta nella disciplina dei 400 metri ostacoli. Successivamente, ultimati gli studi, diventò il medico delle squadre professionistiche di ciclismo ONCE, Amaya Seguros e Kelme. Aveva lasciato il ruolo di medico ufficiale della Kelme da soli 16 mesi quando l'ex ciclista Jesús Manzano l'accusò di aver promosso l'utilizzo di pratiche dopanti all'interno della squadra. A inizio 2005 Fuentes annunciò il suo ritiro dal ciclismo professionistico, indicando anche motivi di salute e familiari oltre al desiderio di studiare il retinoblastoma, malattia di cui soffriva la figlia, all'Istituto tumori delle Canarie.
Fuentes fu arrestato dalla polizia spagnola il 23 maggio 2006 insieme ad altre quattro persone: il direttore sportivo della Liberty Seguros (ex ONCE) Manolo Saiz, José Luis Merino, ematologo presso un laboratori analisi di Madrid, Alberto León, ciclista professionista, e José Ignacio Labarta, al tempo assistente del direttore sportivo del team Comunidad Valenciana (ex Kelme). Nella clinica di Fuentes a Madrid furono ritrovate 100 sacche di sangue (oltre a steroidi anabolizzanti e macchinari per eseguire trasfusioni), sospettate di appartenere ad atleti che usavano la pratica dell'emotrasfusione. Lo scandalo scoppiato dagli arresti coinvolse famosi ciclisti su strada tra cui Jan Ullrich, Ivan Basso, Francisco Mancebo, Michele Scarponi, José Enrique Gutiérrez, Roberto Heras, Alejandro Valverde, e buona parte delle squadre Comunidad Valenciana e Liberty Seguros. Anche Alberto Contador fu sospettato di essere coinvolto nella vicenda. Fuentes negò sempre di aver compiuto operazioni illecite e disse anche di non aver lavorato esclusivamente con i ciclisti ma di aver avuto come clienti anche calciatori.
Fuentes è sposato con la ex atleta velocista Cristina Pérez Díaz, che nel 2008 ha rilasciato dichiarazioni molto pesanti relative ai Giochi olimpici di Barcellona del 1992, alle quali lei stessa prese parte. La Pérez ha affermato di conoscere fatti che «farebbero crollare lo sport spagnolo». L'8 marzo 2011 torna a lavorare nel calcio, diventando il medico dell'Universidad Las Palmas, club di terza divisione spagnola della sua città natale.